# Masasteron utae
Masasteron utae är en spindelart som beskrevs av Baehr 2004. Masasteron utae ingår i släktet Masasteron och familjen Zodariidae.
Artens utbredningsområde är Northern Territory, Australien. Inga underarter finns listade i Catalogue of Life.